# Slobozia, Bălți
Slobozia (până în 1954: Slobozia-Bălți) este un cartier (sector planimetric) din municipiul Bălți, amplasat pe malul stâng al râului Răut, în nord-estul orașului, fiind legat de celelalte sectoare ale orașului prin 4 poduri auto și unul feroviar.

## Geografie
Hotarul sectorului este marcat la vest și sud de râul Răut, iar la nord și est - de șoseaua de centură a orașului. 

## Istorie

### Epoca voievodatului Moldovei
Satul Slobozia din preajma Bălțiului este atestat documentar pentru prima dată într-un hrisov de emis de Ghica Vodă la 20 august 1766. În hrisov se indică hotarele pământurilor satului Slobozia dăruite mănăstirii Sf. Spiridon din Iași. 
La recensământul din anii 1772-1773 Slobozia ținea de ocolul Câmpului de Jos, ținutul Sorocii, au fost înregistrați 8 gospodării de moldoveni liberi, proprietar a fost Sandu Panaite.

### Guvernarea țaristă
Conform recensământului din 1817 Slobozia-Bălți aparținea ocolului Răut din ținutul Sorocii. La începutul secolului XIX, în localitate au fost înregistrați 2 preoți, 1 dascăl, 1 pălămar, 7 văduve, 28 burlaci, în total 112 bărbați, satul era amplasat pe moșia mănăstirii Sfântul Spiridon din Iași, și deținea 60 fălci de seliște, 650 de fălci de fânaț, 450 de fălci de terenuri arabile și 600 de fălci de imaș.
După 1818 Slobozia-Bălți devine centrul administrativ al volostei (plasă) cu același nume . Satul se afla la o distanță de 2 km de vatra orașului Bălți.  În anul 1870 au fost înregistrare 99 de gospodării, 214 de bărbați și 205 de femei. Populația deținea 31 cai, 105 vite, 651 oi și capre. Recensământul din 1875 notează 93 gospodării, 863 (?) bărbați, 216 femei; 45 cai; 267 vite; 280 ovine și caprine.
Populația așezării la mijlocul anilor 1850 constitui 583 de moldoveni.
În anul 1859 în satul erau 47 de curți, 207 bărbați, 192 femei și o biserică ortodoxă.
Statistică publicată în anul 1886 indică în Slobozia 98 de curți, 403 locuitori, biserică ortodoxă, casă de rugăciuni evreiască, fabrică de prelucrarea lânii, depozit de vin, iarmaroc săptămânal organizat în ziua de joi.
Până a se construi calea ferată (1894) Slobozia-Bălți era separată de Bălți, mai târziu, la începutul sec. XX, a devenit o suburbie a orașului. În 1902 satul Slobozia-Bălți avea 197 de case și 1230 de locuitori . 
Conform datelor din Dicționarul Geografic din 1902, publicate de Zamfir Arbore, satul Slobozia-Bălți cuprinde 197 case, cu o populație de 1230 suflete și 360 vite mari.

### Perioada românească
Români (68,4%)
     Ruși (23,6%)
     Evrei (4%)
     Polonezi (1,7%)
     Ucraineni (1%)
     Alte etnii (greci, armeni, germani, etc.) (1,3%)
După unirea Basarabiei cu România în 1918, Slobozia-Bălți devine centrul administrativ al plasei omonime din județului Bălți, din care făceau parte 11 localități.
În anul 1922 se atestă 512 gospodării de români și ruși. În aceleași an, preot în Slobozia Bălți era Nicodim Petranici, de 41 de ani, în serviciul sfânt din anul 1936, slujește la Biserica Maicii Domnului din 1918. Cântăreț la biserică este Grigorie Popovici, de 39 ani, slujește la biserică din 1906.
Dicționarul statistic al Basarabiei din 1923, notează în Slobozia-Bălți următoarele repere geografice: dealuri - Movila Cucului, Movila Buzdugani, Movila Înaltului, pârâuri - Răut, Flămânda, Țarina Veche. Populația era alcătuită din 2483 de bărbați și 2537 de femei, repartizați la 407 gospodării. În Slobozia funcționau 11 cârciumi, 14 grădini de zarzavat, 3 de pepiniere de pomi fructiferi, cooperativă agricolă, 2 mori de aburi, 6 cariere de piatră. Însemnări sociale și administrative pentru anul 1923: 2 școli primare mixte, biserică ortodoxă, secție de jandarmi, post de jandarmi, medic de plasă, notar de circumscripție, regiune agricolă, gară de drum de fier, reședință de subprefectură, reședință de voloste, circumscripție 2 de percepere, poștă, telegraf, telefon, primărie.
În 1924, primarul satului era Garconița Vladimir, notar - Albu Ștefan, preot paroh - Petrainci Nicodim; învățători - Golan Mihail, Ursuliac V., C-tin. Servicii financiare erau oferite de Cooperativa de credit „Slobozia-Bălți”, cu un capital de 1845 lei, președinte: Garconița Nistor. În domeniul producerii și comerțului cu produse alimentare activau 12 cârciumi (deținute de Caramziuc Filimon, Cotler Marcu, Fincheli Meer, Goldstein Hoțcali, Gumaniuc Timofei, Lipatov Teodor, Ludu Teodosie, Mutis I., Nemțev Miron, Popov Ștefan, Rot Ion, Urmaci Alexei Procopie), 1 brutărie (Manicovschi Iacob) și 1 fabrică de drojdii (Joffe Itic). Servicii de meseriași erau acordate de 4 cizmari (Cenadian V-le, Nedbailov Mihail, Nemoguschin L., Scensmăi M., Zalevschi Petrea), 3 lăcătuși (Macaischi Mihail, Stepanov Leonti, Zarutchin Petrea), 2 mecanici (Crajiijevschi Anton, Tetcus Velgheim) și 2 tâmplari (Buculia Alexei, Coșovschin Potapie). Făina era produsă la moara cu abur care aparținea lui Brestecica Alexandr.
La recensământul general din 1930 în Slobozia Bălți au fost numărați 4190 de locuitori: inclusiv, români - 2.866 persoane; ruși - 978 persoane; evrei - 186 persoane; polonezi - 75 persoane; ucraineni - 46 persoane; armeni - 17 persoane; germani - 14 persoane; maghiari - 6 persoane; greci - 1; nedeclarați - 1.
| Limba maternă, 1930                                     | Persoane   | Procente, % |
| ------------------------------------------------------- | ---------- | ----------- |
| limba română                                            | 2859       | 68,2        |
| limba rusă                                              | 1021       | 24,3        |
| limba idiș                                              | 182        | 4,3         |
| limba poloneză                                          | 59         | 1,4         |
| limba ucraineană                                        | 44         | 1,0         |
| limbile germană, maghiară, armeană, greacă, nedeclarată | 11/6/6/1/1 | 0,8         |

În perioada interbelică Slobozia-Bălți a fost o localitate care nu forma comună cu alte sate.
Pe teritoriul satului Slobozia activau cariere de extracție a pietrei de calcar pentru fabricarea varului.

### Perioada sovietică
Începând cu anul 1944 Slobozia-Bălți este administrată de un soviet sătesc. 

## Populație
| An   | Populație |
| ---- | --------- |
| 1772 | 40        |
| 1803 | 72        |
| 1817 | 152       |
| 1859 | 399       |
| 1870 | 414       |
| 1875 | 479       |
| 1886 | 403       |
| 1897 | 723       |
| 1924 | 948       |
| 1930 | 4.190     |

## Structura social-economică
Populația sctorului se estima în 2003 la 17,8 mii locuitori. Zona locativă a sectorului este reprezentată de case particulare de 1-2 nivele și cu unele implantări de case tip „tronson” de-a lungul străzilor Kiev, Cahul, Locomotivelor . Fondul locativ total constituie 312 mii m2 .
Zona industrială, „Slobozia”, include o serie de întreprinderi considerabile – „Moldagrotehnica”, Parcul de autobuze, Bazele petroliere SA „Lucoil Moldova”, „Tirex-Petrol”, Combinatul de prelucrare a lemnului, Depoul și alte obiecte de deservire a căii ferate, teritoriile speciale, alte întreprinderi mai mici și teritoriile cu destinație depozitări . De asemenea, în acest sector se află și Gara Bălți-Slobozia, cea mai mare în municpiu.
Lista și calitatea obiectelor prestări servicii pentru populația sectorului dat sunt insuficiente. Acestea sunt concentrate, în general, în regiunea gării feroviare, cea ce nu se conformează razelor normative de accesibilitate și în Slobozia este solicitată o rețea suficientă de obiecte sociale .